# 鳥取市立福部未来学園
鳥取市立福部未来学園（とっとりしりつ ふくべみらいがくえん）は、鳥取県鳥取市福部町にある幼小中一貫校。 2016年に設立された。

## 概要
2016年4月1日に鳥取市立福部幼稚園、鳥取市立福部小学校、鳥取市立福部中学校の3校が統合した幼小中一貫校。
この周辺には鳥取砂丘がある。
幼稚園からだけでなく、小学校1年生または中学校1年生から入学することも可能。

## 沿革
- 2016年4月1日：開校。
  - 4月20日：開校記念式典が行われる。
- 2018年4月：鳥取市立福部未来学園幼稚園、小学校、中学校が統合し、幼小中一貫校へ移行。幼稚園教育、義務教育を一体の校舎で行う、併設型幼小中一貫校となる。

その他、各行事などは、公式HP(外部リンク)にて紹介されている。

## 通学地域
- 福部町海士、福部町久志羅、福部町蔵見、福部町栗谷、福部町左近、福部町高江、福部町中、福部町南田、福部町細川、福部町八重原、福部町箭渓、福部町湯山。
- また、鳥取市の小規模校転入制度を使い、鳥取市内に在住する児童は、一定の条件を付し、校区外からの転入が認められている。